# دیل (آلمان)
دیل (به آلمانی: Dill) یک شهر در آلمان است که در راین-هونسروک واقع شده‌است. دیل ۲۰۴ نفر جمعیت دارد.